# IC 1122
IC 1122 је елиптична галаксија у сазвјежђу Змија која се налази на листи објеката дубоког неба у Индекс каталогу.
Деклинација објекта је + 7° 37' 3" а ректасцензија 15h 29m 23,0s. Привидна величина (магнитуда) објекта IC 1122 износи 14,8 а фотографска магнитуда 15,8.